# Archidistoma productum
Archidistoma productum är en sjöpungsart som först beskrevs av Milne-Edwards 1841.  Archidistoma productum ingår i släktet Archidistoma och familjen Polycitoridae. Inga underarter finns listade i Catalogue of Life.